# Football League 1888-1889
La Football League 1888-1889 è stata la 1ª edizione della massima serie del campionato inglese di calcio, disputato tra l'8 settembre 1888 e il 20 aprile 1889 e concluso con la vittoria del Preston N.E., al suo primo titolo.
Capocannoniere del torneo è stato John Goodall (Preston N.E.) con 21 reti.

## Stagione

### Novità
L'idea di creare un campionato inglese di calcio che permettesse di dare una certa regolarità agli incontri tra le maggiori squadre venne a William Mc Gregor, imprenditore di Birmingham, un dirigente dell'Aston Villa e forte sostenitore della Football Association (si tenga presente che nel 1884 fu formata una federazione rivale alla FA, la British Football Association, rischiando di gettare il calcio inglese nel caos). Egli riconobbe che il calcio aveva un forte bisogno di un sistema d'incontri organizzati regolarmente che coinvolgesse i club più importanti.
Cosicché, scrisse ad alcuni di essi a proposito di un campionato a girone unico e, dopo sole due riunioni, il 17 aprile 1888 al Royal Hotel di Manchester, fu creata la Football League. Mc Gregor invitò dodici squadre a prendere parte al nuovo torneo che stava pensando, esse si sarebbero dovute scontrare l'una contro l'altra in partite in casa e in trasferta:
(William Mc Gregor)
I dodici club a costituire la Football League, noti in inglese come Founder Members, furono: Accrington, Aston Villa, Blackburn Rovers, Bolton Wanderers, Burnley, Derby County, Everton, Notts County, Preston North End, Stoke (divenuto dal 1925 Stoke City), West Bromwich Albion e Wolverhampton Wanderers.
Il campionato organizzato dalla nuova associazione prese lo stesso nome da essa. E fino alla stagione 1892-1893 esso non aveva alcuna divisione inferiore che lo alimentasse con nuove squadre promosse in sostituzione di quelle retrocesse.
Anni dopo, William Pickford, che fu presidente della FA dal 1937 al 1938, anno della sua morte, per indicare quanto la FA e la Football League con i suoi campionati abbiano tratto beneficio a vicenda, affermò:

### Formula

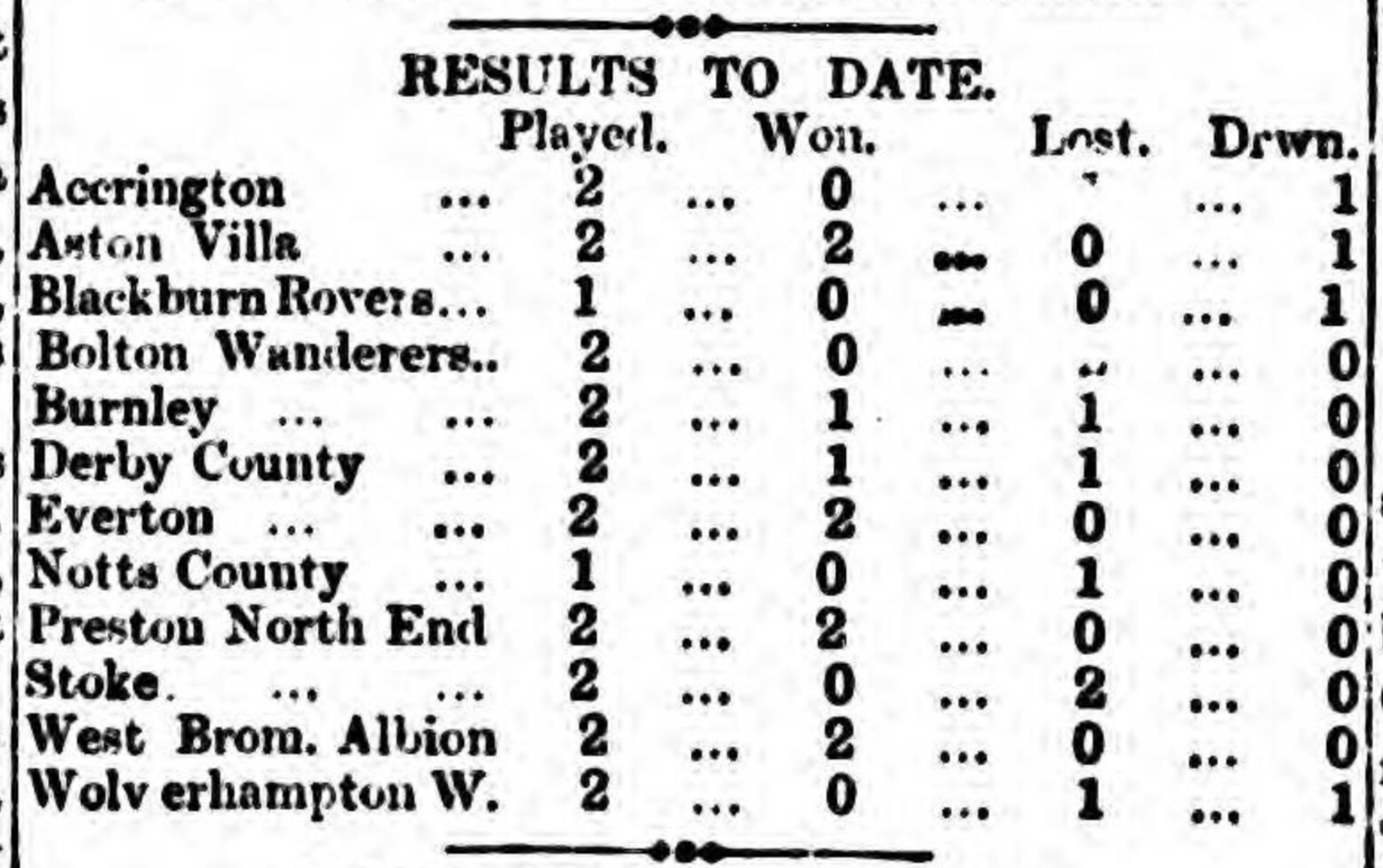
Classifica della Football League al 15 settembre 1888, pubblicata su Cricket and Football Field. Le squadre sono elencate in ordine alfabetico poiché il sistema di punteggio non era stato ancora introdotto.

Le dodici squadre facenti parte della Football League si scontrarono l'una contro l'altra in ventidue gare, secondo lo schema divenuto noto come girone all'italiana (in inglese detto round-robin tournament) con partite di andata e ritorno in casa dell'una e dell'altra squadra rispettivamente. Alla squadra vincente erano assegnati due punti ed un punto per squadra in caso di pareggio. Curiosamente tale regola non fu decisa all'inizio del campionato ma a torneo in corso, nel novembre 1888.
A fine campionato, alle ultime quattro squadre fu richiesto di fare domanda di riammissione alla lega stessa presso l'assemblea generale annuale della Football League ( Annual General Meeting), così come richiesto ad altre squadre che avessero voluto unirsi alla Football League.

### Avvenimenti
L'8 settembre 1888, un sabato, ebbe così inizio il più antico campionato di calcio del mondo. Delle dodici squadre facenti parte della Football League, solo dieci si presentarono ai nastri di partenza del torneo. Sebbene nessuna classifica sia mai stata pubblicata da alcun giornale riguardo a quella giornata storica per il calcio, il West Bromwich Albion dovrebbe essere stato il primo capolista della storia del campionato inglese. Invece in base ai calcoli fatti al giorno d'oggi, dovrebbe essere il Derby County il primo capolista della Storia, questo grazie ad una migliore differenza reti, +3, rispetto alle inseguitrici.
L'Albion vinse 2-0 contro lo Stoke di fronte a 4.500 spettatori ed in seguito sarebbe rimasto in cima alla classifica grazie ad una migliore media gol, non avendo subito reti per diverse gare.  La media gol era ed è tuttora calcolata dalla somma dei gol fatti diviso per la somma dei gol subiti. La media gol fu poi usata per ordinare in classifica le squadre a pari punti. Continuando la cronaca della prima giornata, il Preston, futuro campione d'Inghilterra, vinse per 5-2 contro il Burnley, il Derby County vinse 6-3 contro il Bolton e l'Everton vinse 2-1 contro l'Accrington.
Il difensore dell'Aston Villa, Gershom Cox fu forse il primo marcatore di sempre del campionato inglese. Curiosamente, tale record però non è qualcosa di cui il calciatore possa essersi vantato più di tanto poiché si trattò di un autogol segnato durante la partita tra la propria squadra ed il Wolverhampton Wanderers. Invece il primo a segnare il primo gol nella porta avversaria fu Fred Dewhurst del Preston North End. I rapporti post-partita a noi pervenuti ci informano che il calcio d'inizio di molte partita fu ritardato in modo tale da permettere agli spettatori di affluire al campo da gioco. In base ad indagini recenti, sarebbe il gol segnato dall'ala Kenny Davenport a 2 minuti dall'inizio del match contro il Derby County ad essere il primo della storia. Blackburn Rovers e Nottingham County non giocarono la prima giornata.
Il 20 aprile 1889 il Preston N.E. si laureò campione d'Inghilterra, esso vinse quasi tutte le gare di campionato (diciotto vittorie su ventidue partite e quattro pareggi) senza perderne una, distanziando di undici punti l'Aston Villa, secondo classificato. Grazie a questo prestigioso traguardo, i giocatori dei Lilywhites vennero soprannominati The Invicibles (in italiano Gli Invincibili), nome con il quale sono ricordati ancora oggi. Inoltre il Preston North End quell'anno vinse anche la FA Cup, divennendo così anche la prima squadra inglese a fare il double.

## Squadre partecipanti
| Club             | Stagione | Città          | Stadio                | Stagione precedente |
| ---------------- | -------- | -------------- | --------------------- | ------------------- |
| Accrington       | dettagli | Accrington     | Thorneyholme Road     | -                   |
| Aston Villa      | dettagli | Birmingham     | Wellington Road       | -                   |
| Blackburn Rovers | dettagli | Blackburn      | ?                     | -                   |
| Bolton           | dettagli | Bolton         | Pike's Lane           | -                   |
| Burnley          | dettagli | Burnley        | Turf Moor             | -                   |
| Derby County     | dettagli | Derby          | County Cricket Ground | -                   |
| Everton          | dettagli | Liverpool      | Anfield               | -                   |
| Notts County     | dettagli | Nottingham     | Castle Ground         | -                   |
| Preston N.E.     | dettagli | Preston        | Deepdale              | -                   |
| Stoke City       | dettagli | Stoke-on-Trent | Victoria Ground       | -                   |
| West Bromwich    | dettagli | West Bromwich  | Stoney Lane           | -                   |
| Wolverhampton    | dettagli | Wolverhampton  | Dudley Road           | -                   |

## Classifica finale
|  | Pos. | Squadra          | Pt | G  | V  | N | P  | GF | GS | Med   |
|  | ---- | ---------------- | -- | -- | -- | - | -- | -- | -- | ----- |
|  | 1.   | Preston N.E.     | 40 | 22 | 18 | 4 | 0  | 74 | 15 | 4,933 |
|  | 2.   | Aston Villa      | 29 | 22 | 12 | 5 | 5  | 61 | 43 | 1,419 |
|  | 3.   | Wolverhampton    | 28 | 22 | 12 | 4 | 6  | 50 | 37 | 1,351 |
|  | 4.   | Blackburn Rovers | 26 | 22 | 10 | 6 | 6  | 66 | 45 | 1,467 |
|  | 5.   | Bolton           | 22 | 22 | 10 | 2 | 10 | 63 | 59 | 1,068 |
|  | 6.   | West Bromwich    | 22 | 22 | 10 | 2 | 10 | 40 | 46 | 0,869 |
|  | 7.   | Accrington       | 20 | 22 | 6  | 8 | 8  | 48 | 48 | 1,000 |
|  | 8.   | Everton          | 20 | 22 | 9  | 2 | 11 | 35 | 46 | 0,761 |
|  | 9.   | Burnley          | 17 | 22 | 7  | 3 | 12 | 42 | 62 | 0,677 |
|  | 10.  | Derby County     | 16 | 22 | 7  | 2 | 13 | 41 | 61 | 0,672 |
|  | 11.  | Notts County     | 12 | 22 | 5  | 2 | 15 | 40 | 73 | 0,548 |
|  | 12.  | Stoke City       | 12 | 22 | 4  | 4 | 14 | 26 | 51 | 0,510 |

Legenda:
      Campione d'Inghilterra.

### Squadra campione
| Giocatori (presenze)     |
| ------------------------ |
| Bob Holmes (22)          |
| John Graham (22)         |
| Sandy Robertson (21)     |
| Jimmy Ross (21)          |
| John Goodall (22)        |
| James Trainer (20)       |
| Robert Howarth (18)      |
| David Russell (18)       |
| Fred Dewhurst (16)       |
| Samuel Thomson (16)      |
| George Drummond (12)     |
| William Graham (5)       |
| John Edwards (4)         |
| Archibald Goodall (2)    |
| Robert Mills-Roberts (2) |
| Richard Whittle (1)      |
| Jock Inglis (1)          |

## Risultati

### Tabellone
|                      | Acr  | Ast  | Bla  | Bol  | Bur  | Der  | Eve  | Not  | Pne  | Stk  | Wba  | Wol  |
| -------------------- | ---- | ---- | ---- | ---- | ---- | ---- | ---- | ---- | ---- | ---- | ---- | ---- |
| Accrington           | –––– | 1-1  | 0-2  | 2-3  | 5-1  | 6-2  | 3-1  | 1-2  | 0-0  | 2-0  | 2-1  | 4-4  |
| Aston Villa          | 4-3  | –––– | 6-1  | 6-2  | 4-2  | 4-2  | 2-1  | 9-1  | 0-2  | 5-1  | 2-0  | 2-1  |
| Blackburn Rovers     | 5-5  | 5-1  | –––– | 4-4  | 4-2  | 3-0  | 3-0  | 5-2  | 2-2  | 5-2  | 6-2  | 2-2  |
| Bolton               | 4-1  | 2-3  | 3-2  | –––– | 3-4  | 3-6  | 6-2  | 7-3  | 2-5  | 2-1  | 1-2  | 2-1  |
| Burnley              | 2-2  | 4-0  | 1-7  | 4-1  | –––– | 1-0  | 2-2  | 1-0  | 2-2  | 2-1  | 2-0  | 0-4  |
| Derby County         | 1-1  | 5-2  | 0-2  | 2-3  | 1-0  | –––– | 2-4  | 3-2  | 2-3  | 2-1  | 1-2  | 3-0  |
| Everton              | 2-1  | 2-0  | 3-1  | 2-1  | 3-2  | 6-2  | –––– | 2-1  | 0-2  | 2-1  | 1-4  | 1-2  |
| Notts County         | 3-3  | 2-4  | 3-3  | 0-4  | 6-1  | 3-5  | 3-1  | –––– | 0-7  | 0-3  | 2-1  | 3-0  |
| Preston North End    | 2-0  | 1-1  | 1-0  | 3-1  | 5-2  | 5-0  | 3-0  | 4-1  | –––– | 7-0  | 3-0  | 5-2  |
| Stoke City           | 2-4  | 1-1  | 2-1  | 2-2  | 4-3  | 1-1  | 0-0  | 3-0  | 0-3  | –––– | 0-2  | 0-1  |
| West Bromwich Albion | 2-2  | 3-3  | 2-1  | 1-5  | 4-3  | 5-0  | 1-0  | 4-2  | 0-5  | 2-0  | –––– | 1-3  |
| Wolverhampton        | 4-0  | 1-1  | 2-2  | 3-2  | 4-1  | 4-1  | 4-0  | 2-1  | 0-4  | 4-1  | 2-1  | –––– |

### Calendario
| Stoke City | 0 - 2 | West Bromwich |

| Wolverhampton | 1 - 1 | Aston Villa |

| Preston N.E. | 5 - 2 | Burnley |

| Everton | 2 - 1 | Accrington |

| Bolton | 3 - 6 | Derby County |

| Aston Villa | 5 - 1 | Stoke City |

| Bolton | 3 - 4 | Burnley |

| Derby County | 1 - 2 | West Bromwich |

| Everton | 2 - 1 | Notts County |

| Wolverhampton | 0 - 4 | Preston N.E. |

| Blackburn Rovers | 5 - 5 | Accrington |

| Aston Villa | 2 - 1 | Everton |

| Derby County | 1 - 1 | Accrington |

| Blackburn Rovers | 6 - 2 | West Bromwich |

| Wolverhampton | 4 - 1 | Burnley |

| Stoke City | 3 - 0 | Notts County |

| Preston N.E. | 3 - 1 | Bolton |

| Bolton | 6 - 2 | Everton |

| Stoke City | 2 - 4 | Accrington |

| West Bromwich | 4 - 3 | Burnley |

| Wolverhampton | 2 - 2 | Blackburn Rovers |

| Aston Villa | 9 - 1 | Notts County |

| Derby County | 2 - 3 | Preston N.E. |

| Accrington | 4 - 4 | Wolverhampton |

| Burnley | 4 - 1 | Bolton |

| West Bromwich | 5 - 0 | Derby County |

| Everton | 2 - 0 | Aston Villa |

| Notts County | 3 - 3 | Blackburn Rovers |

| Preston N.E. | 7 - 0 | Stoke City |

| Accrington | 6 - 2 | Derby County |

| Aston Villa | 6 - 1 | Blackburn Rovers |

| Bolton | 2 - 1 | Stoke City |

| Burnley | 0 - 4 | Wolverhampton |

| Notts County | 3 - 1 | Everton |

| Preston N.E. | 3 - 0 | West Bromwich |

| Accrington | 0 - 0 | Preston N.E. |

| Blackburn Rovers | 2 - 2 | Wolverhampton |

| Bolton | 2 - 3 | Aston Villa |

| Derby County | 2 - 4 | Everton |

| Stoke City | 4 - 3 | Burnley |

| West Bromwich | 4 - 2 | Notts County |

| Aston Villa | 4 - 3 | Accrington |

| Blackburn Rovers | 5 - 2 | Stoke City |

| Everton | 6 - 2 | Derby County |

| Notts County | 6 - 1 | Burnley |

| Preston N.E. | 5 - 2 | Wolverhampton |

| Everton | 2 - 1 | Bolton |

| Burnley | 1 - 7 | Blackburn Rovers |

| Notts County | 0 - 7 | Preston N.E. |

| Stoke City | 1 - 1 | Aston Villa |

| West Bromwich | 2 - 2 | Accrington |

| Wolverhampton | 4 - 1 | Derby County |

| West Bromwich | 1 - 5 | Bolton |

| Blackburn Rovers | 3 - 0 | Everton |

| Burnley | 2 - 0 | West Bromwich |

| Notts County | 3 - 3 | Accrington |

| Preston N.E. | 1 - 1 | Aston Villa |

| Wolverhampton | 3 - 2 | Bolton |

| Stoke City | 0 - 3 | Preston N.E. |

| Blackburn Rovers | 5 - 1 | Aston Villa |

| Bolton | 1 - 2 | West Bromwich |

| Burnley | 2 - 2 | Everton |

| Stoke City | 0 - 1 | Wolverhampton |

| Preston N.E. | 2 - 0 | Accrington |

| Accrington | 2 - 1 | West Bromwich |

| Aston Villa | 2 - 1 | Wolverhampton |

| Bolton | 2 - 5 | Preston N.E. |

| Derby County | 0 - 2 | Blackburn Rovers |

| Everton | 3 - 2 | Burnley |

| Notts County | 0 - 3 | Stoke City |

| Accrington | 5 - 1 | Burnley |

| Stoke City | 2 - 1 | Blackburn Rovers |

| Everton | 1 - 4 | West Bromwich |

| Blackburn Rovers | 4 - 4 | Bolton |

| Burnley | 2 - 1 | Stoke City |

| Notts County | 2 - 4 | Aston Villa |

| Preston N.E. | 5 - 0 | Derby County |

| Wolverhampton | 4 - 0 | Accrington |

| Accrington | 1 - 1 | Aston Villa |

| Blackburn Rovers | 5 - 2 | Notts County |

| Burnley | 2 - 2 | Preston N.E. |

| Stoke City | 0 - 0 | Everton |

| Wolverhampton | 2 - 1 | West Bromwich |

| Aston Villa | 4 - 2 | Burnley |

| Bolton | 4 - 1 | Accrington |

| Derby County | 3 - 2 | Notts County |

| Preston N.E. | 3 - 0 | Everton |

| West Bromwich | 2 - 1 | Blackburn Rovers |

| Wolverhampton | 4 - 1 | Stoke City |

| West Bromwich | 0 - 5 | Preston N.E. |

| Accrington | 3 - 1 | Everton |

| Aston Villa | 4 - 2 | Derby County |

| Bolton | 2 - 1 | Wolverhampton |

| Burnley | 1 - 0 | Notts County |

| Preston N.E. | 1 - 0 | Blackburn Rovers |

| West Bromwich | 2 - 0 | Stoke City |

| Burnley | 4 - 0 | Aston Villa |

| Preston N.E. | 4 - 1 | Notts County |

| West Bromwich | 1 - 3 | Wolverhampton |

| Aston Villa | 6 - 2 | Bolton |

| Blackburn Rovers | 2 - 2 | Preston N.E. |

| Burnley | 2 - 2 | Accrington |

| Derby County | 3 - 0 | Wolverhampton |

| Everton | 2 - 1 | Stoke City |

| Notts County | 2 - 1 | West Bromwich |

| Aston Villa | 2 - 0 | West Bromwich |

| Accrington | 0 - 2 | Blackburn Rovers |

| Burnley | 1 - 0 | Derby County |

| Everton | 0 - 2 | Preston N.E. |

| Notts County | 3 - 0 | Wolverhampton |

| Stoke City | 2 - 2 | Bolton |

| Accrington | 1 - 2 | Notts County |

| Bolton | 3 - 2 | Blackburn Rovers |

| Derby County | 2 - 1 | Stoke City |

| West Bromwich | 3 - 3 | Aston Villa |

| Wolverhampton | 4 - 0 | Everton |

| Blackburn Rovers | 4 - 2 | Burnley |

| Aston Villa | 0 - 2 | Preston N.E. |

| Everton | 1 - 2 | Wolverhampton |

| West Bromwich | 1 - 0 | Everton |

| Wolverhampton | 2 - 1 | Notts County |

| Derby County | 1 - 0 | Burnley |

| Notts County | 0 - 4 | Bolton |

| Bolton | 7 - 3 | Notts County |

| Derby County | 5 - 2 | Aston Villa |

| Notts County | 3 - 5 | Derby County |

| Accrington | 2 - 3 | Bolton |

| Everton | 3 - 1 | Blackburn Rovers |

| Stoke City | 1 - 1 | Derby County |

| Blackburn Rovers | 3 - 0 | Derby County |

| Accrington | 2 - 0 | Stoke City |

## Statistiche

### Squadre

#### Primati stagionali
- Maggior numero di vittorie: Preston North End (18)
- Minor numero di sconfitte: Preston North End (0)
- Migliore attacco: Preston North End (74 reti fatti)
- Miglior difesa: Preston North End (15 reti subite)
- Miglior media goal: Preston North End (4,933)
- Maggior numero di pareggi: Accrington (8)
- Minor numero di pareggi: Bolton, West Bromwich, Derby County, Notts County (2)
- Maggior numero di sconfitte: Notts County (15)
- Minor numero di vittorie: Stoke City (4)
- Peggior attacco: Stoke City (26 reti segnate)
- Peggior difesa: Notts County (73 reti subite)
- Peggior media goal: Stoke City (0,510)

## Fonti e bibliografia
- Gordon Smailes, The Breedon Book of Football League Records, Derby (UK), The Breedon Books Publishing Company Limited, 1992, ISBN 1-873626-33-9.
- Ian Rigby, Mike Payne, Proud Preston, Lancaster (UK), Carnegie Publishing Ltd, 1999, ISBN 1-85936-071-8.